# Dune (banda sonora)
Dune es un álbum de banda sonora original para la película de 1984 del mismo nombre. La mayor parte del álbum fue compuesta por la popular banda de rock Toto - su música para el cine la primera y única - y una pista fue aportado por Brian Eno. La banda sonora fue lanzado por primera vez en diciembre de 1984. Una versión extendida con una lista de canciones alterado fue lanzado en 1997. Ambas versiones están actualmente fuera de impresión.

## Antecedentes
La banda sonora instrumental fue grabado por la banda (menos el cantante Bobby Kimball), acompañado por la Orquesta Sinfónica de Viena y el Coro de Ópera Popular de Viena, dirigida por Marty Paich, padre del tecladista de Toto  David Paich. "Prophecy Theme" fue compuesto para la película por Brian Eno, que se rumorea que había escrito y compuesto  una banda sonora anterior a  la final de Dune, aunque solo "Prophecy Theme" y la música incidental  de fondo han sobrevivido en la versión de la película final.
La primera versión de la banda sonora contiene las claves, seleccione en su orden original de la película, además de dos piezas de diálogo de la película que sirvió como sujetalibros de dos pistas ( "Prólogo" y "The Floating Fat Man (El barón)"). Este primer número fue lanzado por Polydor Records. El álbum fue notable la inclusión de una alternativa de la "Main Title", que no se había utilizado en la película.
Una versión ampliada, que contiene indicaciones adicionales no incluidos en la cuestión primera banda sonora, fue lanzado en 1997 en PEG Records, una división discográfica independiente de Polygram. Sobre esta cuestión varias pistas había dominar los problemas que dieron lugar a una distorsión audible en forma de un "bamboleo" efecto.Además, muchas señales (sobre todo en la segunda mitad del CD ampliado) fueron mal etiquetados y colocados fuera de la película. El álbum fue no obstante, destaca por incluir la versión cinematográfica de la "Main Title", y una demo original de la música título principal.
Hay varias diferencias entre la música en los dos álbumes de bandas sonoras y que se escucha en la película. Por ejemplo, el tema título final, "Take My Hand", se escucha en la OST CD menos la orquestación escuchado en la mezcla de la película final. La versión de "Robot Fight" en la BSO original se oye en la versión teatral, mientras que la versión ampliada en el CD solo se escucha en el amplio "Allen versión Smithee" TV de la película. Las señales "Riding the Sandworm" (desde el CD de expansión) y "Dune (Desert Theme)", "Prelude (Take My Hand)", "Paul Kills Feyd" y "Sueño Final" (de ambos temas banda sonora) no se escuchan en la película, y son sustituidos por cualquiera de las señales repetidas o suplente. Sin embargo, la versión televisiva, no restaurar "Paul Kills Feyd" en su lugar original en la película, y "Dune (Desert Theme)", que fue pensado como la música del título final, se sustituye por "Toma mi mano".

## Pistas versión original de 1984
- 1. "Prologue" (David Paich, David Lynch)-1:48
- 2. "Main Title" (David Paich)-1:20
- 3. "Robot Fight" (Jeff Porcaro, Mike Porcaro, Steve Porcaro)-1:14
- 4. "Leto's Theme" (David Paich)-1:45
- 5. "The Box" (David Paich, Marty Paich)-2:38
- 6. "The Floating Fat Man (The Baron)" (David Paich,Jeff Porcaro)-1:26
- 7. "Trip to Arrakis" (David Paich)-2:36
- 8. "First Attack" (David Paich,Jeff Porcaro, Steve Lukather)-2:48
- 9. "Prophecy Theme" (Brian Eno,Daniel Lanois, Roger Eno)-4:21
- 10. "Dune (Desert Theme)" (David Paich,Jeff Porcaro,Steve Porcaro)-5:32
- 11. "Paul Meets Chani"	(David Paich)-3:05
- 12. "Prelude (Take My Hand)" (David Paich,Jeff Porcaro)-1:00
- 13. "Paul Takes the Water of Life" (David Paich,Jeff Porcaro,Steve Lukather)- 2:52
- 14. "Big Battle" (David Paich,Jeff Porcaro)-3:08
- 15. "Paul Kills Feyd" (David Paich,Jeff Porcaro,Steve Porcaro)-1:52
- 16. "Final Dream" (David Paich)-1:25
- 17. "Take My Hand" (David Paich,Jeff Porcaro)-2:38

## Pistas versión de 1997
- 1. Prologue / Main Title	 3:20
- 2. Guild Report	 0:55
- 3. House Atreides	 1:44
- 4. Paul Atreides	 2:22
- 5. Robot Fight	 1:23
- 6. Leto's Theme	 1:47
- 7. The Box	 2:41
- 8. The Floating Fat Man (The Baron) -1:16
- 9. Departure -1:14
- 10. The Trip to Arrakis -2:40
- 11. Sandworm Attack -2:52
- 12. The Betrayal / Shields Down -4:31
- 13. First Attack -2:49
- 14. The Duke's Death -2:06
- 15. Sandworm Chase -2:40
- 16. The Fremen	 -3:08
- 17. Secrets of the Fremen -2:25
- 18. Paul Meets Chani -3:08
- 19. Destiny -2:57
- 20. Riding the Sandworm -1:27
- 21. Reunion With Gurney -1:42
- 22. Prelude (Take My Hand) -1:03
- 23. Paul Takes the Water of Life -2:52
- 24. The Sleeper Has Awakened! -3:23
- 25. Big Battle	 -3:09
- 26. Paul Kills Feyd -1:55
- 27. Final Dream -1:26
- 28. Dune (Desert Theme) -5:33
- 29. Dune Main Title - Demo Version -1:26
- 30. Take My Hand -2:42